# 禁色 (小說)
禁色，日本戰後小說大家三島由紀夫的長篇小說，第一部和第二部・秘楽由新潮社分別於1951年與1953年發行。以男色為主軸，展現了三島由紀夫對希臘風格的嚮往及對法國小說心理描寫傳統的追摹。

## 创作
三岛于1950年底开始创作《禁色》。为了创作，他还特意出入男同性恋酒吧，前往伊豆大岛采访。《禁色》第一部从1951年1月至10月在《群像》杂志上连载，之后三岛前往美国旅游，停止写作10个月。他回国后续写第二部，原题《密乐》，在《文学界》杂志连载。1953年9月，新潮社出版单行本，统一使用《禁色》书名。

## 賞析
《禁色》分為兩部曲，第一部描寫一位老作家檜俊輔的三次婚姻都以失敗收場。後來他發現了一位不能愛女人的英俊青年悠一，並與少年達成契約復仇。他讓悠一與康子結婚，並讓鏑木夫人和恭子接近悠一，結果三名女性為了悠一爭風吃醋。這是他對女性的報復。
第二部是康子懷孕，但悠一仍過著男色的雙面生活。由於同性戀者的告密，這件醜聞被母親和妻子發現。悠一不再依賴俊輔，以自己的方法解決事件。

## 主要人物
- 檜俊輔（66 - 67歳）
- 南悠一（22 - 23歳）
- 康子   （19 - 20歳）

## 小說章節
1. 發端
2. 鏡子的契約
3. 孝順兒子結婚了
4. 傍晚時看見遠處火景的心情
5. 濟度的開始
6. 女人的不如意
7. 登場
8. 感性的密林
9. 嫉妒
10. 偶然之真與假
11. 家常便飯
12. 同性戀者的舞會
13. 殷勤
14. 特立獨行
15. 不知如何打發的禮拜天
16. 旅行的經過
17. 任性
18. 見者的不幸
19. 我們的夥伴
20. 妻子的災禍是丈夫的災禍
21. 年老的中太
22. 誘惑者
23. 越趨成熟的日子
24. 對話
25. 改變身分
26. 醒酒的夏季到來
27. 間奏曲
28. 青天霹靂
29. 機械構造的神
30. 雄壯的戀情
31. 精神及金錢的各種問題
32. 檜俊輔的《檜俊輔論》
33. 大團圓